# Южноамериканско коати
Южноамериканско коати (Nasua nasua) е хищник от семейство Енотови, населяващ Южна Америка.

## Разпространение
Южноамериканското коати е вид, обитаващ тропическите части на Южна Америка. Практически се среща във всички страни на континента с изключение на Чили. В последната страна обаче видът също се среща, след като е интродуциран на тикоокеанския остров Робинзон Крузо, част от територията на Чили. Видът обитава вечнозелени тропични и субтропични гори на надморска височина до 2500 m. Плътността му в по-редките гори достига до 6,2 индивида/km², а в гъсти тропически гори е двойно повече и достига до 13.

## Морфологични особености
Дължината на тялото е 41 до 70 cm, опашката е дълга 32 - 70 cm. Тежат между 2,5 и 7 kg. Козината е червена, сива или жълто-кафява. Опашката е набраздена от черни пръстени по своята дължина. Лицето има черни и сиви ивици между очите и носа. В дивата среда живее около седем години, докато в плен достига до 14 години.

## Хранене
Представителите на вида са всеядни, като в менюто им влизат разнообразни видове безгръбначни животни, плодове и птичи яйца. Не са наблюдавани случаи в природата да ловуват дребни гръбначни животни. Могат лесно да се катерят по дърветата, където търсят плодове, а опашката им служи за баланс. По земята търсят също храна като често това става слепешката с помощта на лапите. Често ги използват, като ги провират в пукнатини на дърветата или скалите, обръщат камъни или клони.

## Начин на живот
Южноамериканското коати е дневно животно, което живее както по земята, така и на дърветата. Предимно горски животни са. Женските обикновено живеят в големи групи, състоящи се от 15 до 30 животни. Мъжките обаче са единаци. В миналото дори са били приемани като представители на друг вид поради разликите в социалните навици. Не са строго териториални животни и не пазят местообитанията си. Поради това териториите може да се припокриват както с отделните големи групи, така и с мъжките единаци.
Членовете на групата произвеждат меки пищящи звуци, а сигналните звуци са различни. Когато прозвучи знак за опасност обикновено представителите се катерят по дърветата или падат на земята и се разпръзкват в различни посоки. Представителите на вида обикновено спят по дърветата. Малките животни стават често жертва на лисици, ягуари, ягуарунди, домашни кучета и хора.

## Размножаване
При всички женски в групата еструсът настъпва в сезона, когато плодовете са най-много. Женските се чифтосват с няколко мъжки. Бременността продължава 77 дни. Раждат 2 - 4 малки в гнездо, направено в дърветата. Женските от новото поколение са склонни да останат в групата, но мъжките я напускат към третата си година.

## Подвидове
- Nasua nasua nasua
- Nasua nasua aricana
- Nasua nasua boliviensis
- Nasua nasua candace
- Nasua nasua cinerascens
- Nasua nasua dorsalis
- Nasua nasua manium
- Nasua nasua molaris
- Nasua nasua montana
- Nasua nasua quichua
- Nasua nasua solitaria – южнобразилско носато мече
- Nasua nasua spadicea
- Nasua nasua vittata